# Hévízgyörk (przystanek kolejowy)
Hévízgyörk (węg: Hévízgyörk megállóhely) – przystanek kolejowy w Hévízgyörk przy Szent Erzsébet utca, na Węgrzech.

## Linie kolejowe
- Linia kolejowa 80a Budapest–Hatvan

| Hévízgyörk                            |  |                                |
| Linia 80a Budapest–Hatvan (53,000 km) |  |                                |
| Aszódodległość: 2,000 km              |  | Galgahévíz odległość: 3,000 km |